# Ernst Stavro Blofeld
Ernst Stavro Blofeld est un personnage fictif dans la série de romans James Bond, écrits par Ian Fleming. Blofeld est le chef du SPECTRE, redoutable organisation criminelle dont le siège se trouve originellement à Paris.

## Biographie fictive
Ernst Stavro Blofeld naît à Gdynia d'un père polonais et d'une mère grecque. Après s'être inscrit à l'université de Varsovie pour suivre des cours de sciences économiques et d'histoire politique, il étudie le métier d'ingénieur et la radio à l'institut technique de la même ville.
À l'âge de 25 ans, il obtient un poste modeste dans l'administration centrale des P.T.T. Il souhaitait y mettre à l'épreuve son idée selon laquelle disposer d'informations exactes est, en temps de paix comme en temps de guerre, la base de toute décision efficace. Il applique cette hypothèse en examinant soigneusement les messages radio qui passent entre ses mains, puis se sert de ces informations pour effectuer quelques placements boursiers d'importance réduite.
Plus tard, un changement dans la nature du trafic postal lui permet d'avoir accès à des renseignements concernant les ravitaillements militaires et à des messages diplomatiques. Il conçoit alors que cette tâche sans intérêt pour lui peut avoir une grande importance pour les puissances étrangères. S'intéressant particulièrement aux messages comportant les mentions du genre « confidentiel » ou « top secret », il met au point un réseau d'informateurs, parfaitement imaginaire mais extrêmement plausible, reposant sur les noms des personnages subalternes qui sont les destinataires des messages qu'il intercepte.
Son réseau baptisé TARTAR, il se met en contact avec l'attaché militaire allemand qui devint son premier « client ». L'ambition arrivant avec ses premières rentrées d'argent, il envisage de diversifier sa clientèle. Cette expansion lui réussit également et, finalement, à la tête d'une grande fortune, il réussit à cesser cette première activité sans douleur. C'est à ce moment qu'il parvient également à faire disparaître la page de l'état civil de Gdynia sur laquelle il figurait et, muni du passeport d'un marin canadien, il se rend en Suède. Il voyage ensuite sous différentes identités avant de louer, les services d'un autre réseau (le RAHIR) aux forces alliées, ce qui lui permet, à la fin de la guerre, d'être encensé par les vainqueurs.
De là, il file vers l'Amérique du Sud dont il revint quelques années plus tard sous l'identité de Ernst Blofeld, pour créer le Service Pour l'Espionnage, le Contre-espionnage, le Terrorisme, la Rétorsion et l'Extorsion (SPECTRE).
Au fil des années, son organisation développe son influence sur divers groupements de moindre importance et ses domaines d'action se diversifient. Pour des raisons de sécurité, Blofeld, qui est particulièrement sensible à cet aspect de la vie marginale, déplace son quartier général à de nombreuses reprises.
Dans le même temps, il profite des progrès de la chirurgie plastique pour changer d'apparence à plusieurs reprises - allant jusqu'à sacrifier la forme de ses oreilles afin de revendiquer l'héritage du titre de comte de Bleuchamp.
Il semblerait d'ailleurs qu'il se soit octroyé l'exclusivité d'une découverte de pointe applicable en remplacement de la chirurgie esthétique et qu'il soit en mesure de reproduire son aspect physique sur des volontaires de son organisation. Lors d'un passage à Paris, Blofeld vit pendant quelques années avec une Française qui a donné naissance à Nena, héritière « légitime » pour la direction de SPECTRE.
Dans les romans, il apparaît tout d'abord, en tant que grand organisateur de l’Opération Tonnerre. Il en est fait mention dans Motel 007, puis dans Au service secret de Sa Majesté, où il teste un virus sur des jeunes filles dans une clinique pour personnes allergiques. 
Responsable de la mort de Tracy (comtesse Teresa di Vincenzo, née Draco), la femme de James Bond, il réapparaît ensuite dans le roman suivant On ne vit que deux fois, où James Bond l'élimine. Le « génie du mal » y vit reclus, vêtu en samouraï dans sa forteresse médiévale au Japon. Il a élaboré un jardin des supplices, un domaine couvert de plantes vénéneuses, de fleurs aux parfums mortels, d'arbustes empoisonnés où viennent mourir les Japonais candidats au suicide.
Dans ces deux derniers romans, il est secondé par la terrible Irma Bunt, assistante et compagne, qui échappe à la mort avant de revenir dans la nouvelle de Raymond Benson, Le Spectre du passé (Blast from the Past).
Ian Fleming écrit que Blofeld est né le 28 mai 1908 ; il a donc la même date de naissance que son auteur.
Blofeld est décrit comme féru d'art. Il apprécie par ailleurs la compagnie des animaux, principalement des chats blancs et des piranhas (il en possède un bassin dans sa forteresse japonaise, dans lequel il n'hésite pas à jeter en pâture ses employés qui ont échoué dans leur mission, à l'instar de la jeune secrétaire de son employé Osato, Helga Brandt, qui y meurt dévorée vivante comme très cruel prix de son échec à tuer Bond).

## Cinéma

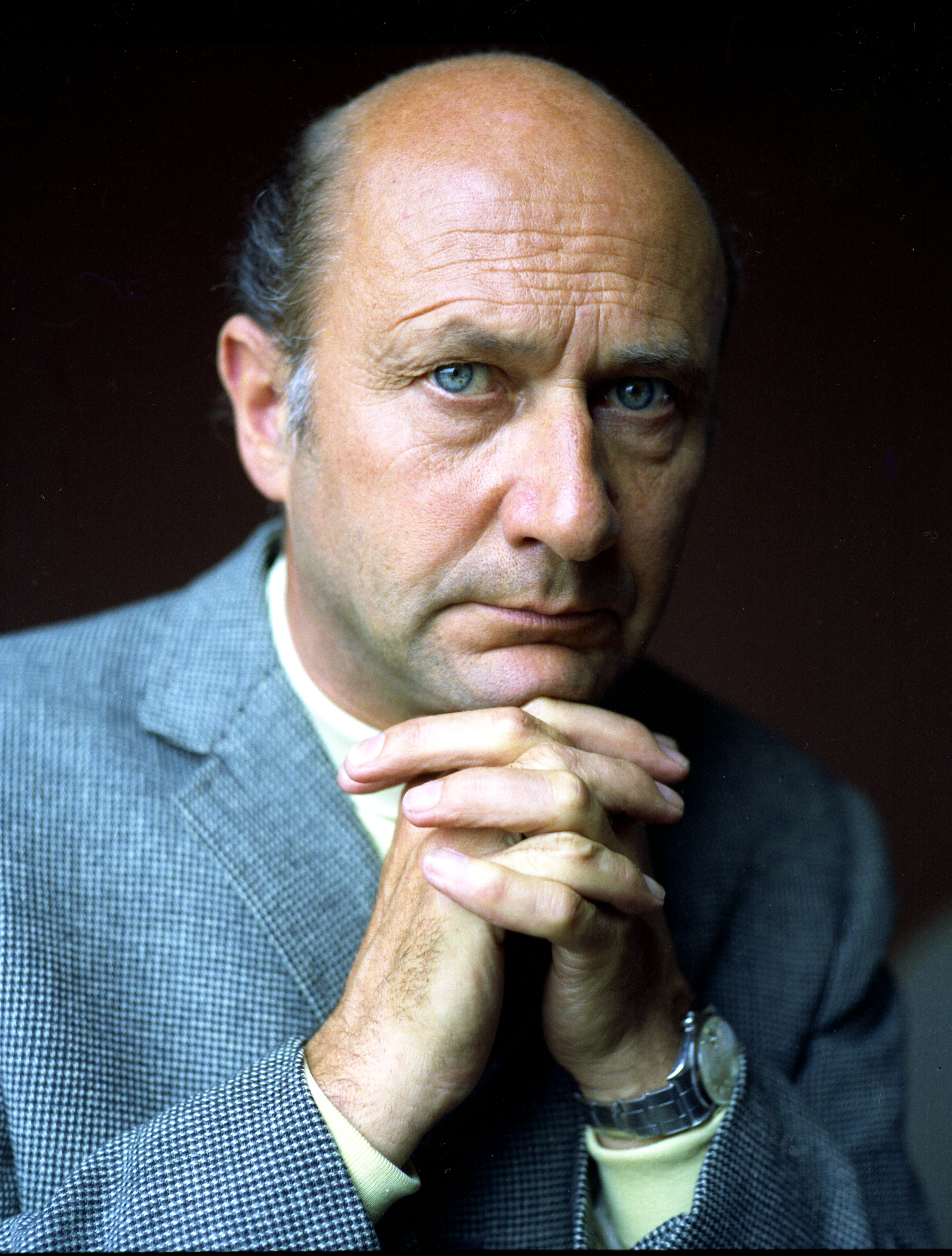
Donald Pleasence, le Blofeld de On ne vit que deux fois (1967).

Au cinéma, Blofeld est à la tête du S.P.E.C.T.R.E, organisation responsable des complots extravagants dans toute une série de films : James Bond 007 contre Dr No (en fait le SPECTRE y est seulement évoqué), Bons Baisers de Russie (seules apparaissent sa silhouette et ses mains) et Opération Tonnerre (il apparaît de même, mais on ne peut toujours pas voir son visage). C'est donc une arlésienne dans ces deux derniers films. Il devient ensuite le véritable antagoniste et ennemi juré de James Bond dans les films On ne vit que deux fois, Au service secret de Sa Majesté et Les Diamants sont éternels. Sans être cité, il réapparaît dans le pré-générique de Rien que pour vos yeux, où il tente à nouveau de tuer James Bond. Il meurt finalement d'une chute dans une cheminée d'usine. 
Dans 007 Spectre, il est d'abord présenté sous le nom de Franz Oberhauser, un homme qui a connu James Bond lorsque ce dernier a été recueilli à l’adolescence par le propre père d'Oberhauser. Celui-ci, Hannes Oberhauser, un moniteur de ski autrichien, a élevé James comme son propre fils. Franz, jaloux de la relation que son père entretenait avec James, décida de se venger en les éliminant. Franz tua son père en l'entraînant dans une avalanche dans laquelle il fut lui-même présumé mort. Il s'avéra qu'il avait en fait survécu et est donc désormais connu sous le nom d'Ernst Stavro Blofeld (Blofeld étant le nom de sa mère et Ernst celui de l'un de ses aïeux), nom sous lequel il fonda le SPECTRE. Blofeld révèle qu'il est derrière tous les malheurs que Bond a connus depuis les événements de Casino Royale (2006), tels que les morts de Vesper Lynd ou de M. Il est également le cerveau des opérations de Quantum, des agissements du Chiffre et même de la cyberattaque du MI6 par l'ex-agent Raoul Silva. Après avoir tenté d'exécuter son ultime coup d'éclat (à savoir tenter d'éliminer Madeleine Swann, la nouvelle petite amie de Bond, en faisant sauter l'ancien siège du MI-6, désormais désaffecté), il est finalement neutralisé par Bond, qui abat son hélicoptère avant de le livrer à Mallory (le nouveau M) et au MI-6, renonçant ainsi à offrir à Blofeld sa dernière faveur : la mort. 
Au cinéma, Blofeld est souvent habillé d'une veste Mao et caresse tendrement un persan chinchilla. Sa calvitie est récurrente mais pas exclusive.

### Interprètes

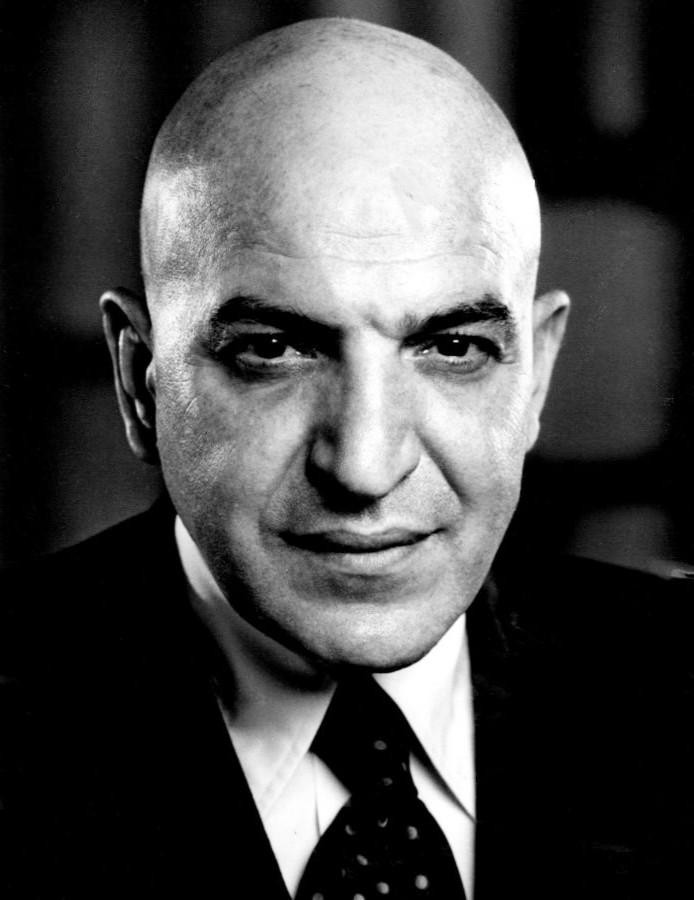
Telly Savalas incarne le personnage dans Au service secret de Sa Majesté (1969).

- Anthony Dawson, fournit le corps et la tête dont on ne voit jamais le visage dans Bons Baisers de Russie et Opération Tonnerre.
- Eric Pohlmann, qui prête sa voix à Blofeld dans Bons Baisers de Russie et Opération Tonnerre.
- Donald Pleasence, chauve et balafré, dans On ne vit que deux fois.
- Telly Savalas, chauve et inquiétant, dans Au service secret de Sa Majesté.
- Charles Gray, très anglais et portant des cheveux, dans Les diamants sont éternels.
- John Hollis, chauve et handicapé, dans Rien que pour vos yeux.
- Robert Rietty, qui prête sa voix à Blofeld dans Rien que pour vos yeux.
- Max von Sydow, détendu, serein et barbu, dans Jamais plus jamais.
- Christoph Waltz, décontracté et sérieux, dans 007 Spectre et dans Mourir peut attendre. Meurt empoisonné par une arme chimique programmée pour le tuer.

## Jeux vidéo
Le personnage apparait dans deux jeux vidéo dérivés de la franchise GoldenEye : Au service du Mal (2004) et dans 007 Legends (2012).

## Parodies
- Docteur Gang, dans la série animée Inspecteur Gadget.
- Alpha et Bêta, les deux principaux chefs de l'organisation criminelle internationale THANATOS dans le film Opération frère cadet, une parodie des premiers films de James Bond avec Sean Connery avec le propre frère de ce dernier, Neil Connery dans le rôle principal. THANATOS est une parodie du SPECTRE, la plus puissante organisation criminelle internationale, Bêta, antagoniste principal qui cherche à prendre la place d'Alpha parodie à la fois Blofeld et Émilio Largo, no 2 du SPECTRE.
- Le Docteur Denfer, incarné par Mike Myers dans les films de la série Austin Powers.
- Le Dr. Gregory House l'imite en tenant au bras un chat dans l'épisode 18 de la saison 5 de Dr House.
- Khallos, dans la série de jeux vidéo Timesplitters 2 et TimeSplitters: Future Perfect.
- Mr. Chairman, président de la société ACME, dans Les Looney Tunes passent à l'action.
- Docteur Nonookee, dans Leisure Suit Larry II: Goes Looking for Love (in Several Wrong Places).
- Hank Scorpio, dans Les Simpson.
- Fabu, top-model déchu désirant détruire la terre et ses occupants, dans le long-métrage d'animation Totally Spies, le film.
- Dans l'univers Pokémon, Giovanni, le chef de l'organisation maléfique appelée Team Rocket, possédant un Persian, espèce de Pokémon apparenté au chat. De plus, lui et Blofeld, à travers leurs organisations, recherchent argent et domination mondiale.
- Roberto Rastapopoulos, du moins la façon dont il est présenté dans le film Tintin et le Lac aux Requins.
- « The Big Cheese », antagoniste d'un sketch du Monty Python's Flying Circus interprété par Graham Chapman dans l'épisode « Owl-stretching time » (4e épisode de la première saison), qui caresse un lapin blanc sur ses genoux appelé Flopsy.
- Dans le jeu par navigateur Kraland Interactif, Ernst Stravo est le fondateur de l'empire rose, et crée une armée de clones de lui-même afin d'imposer sa volonté aux populations.
- Le jeu Evil Genius se veut une parodie de l'univers James Bond vue du côté des vilains.
- Spice World, le film, dans lequel Roger Moore, l'un des interprètes de James Bond au cinéma, incarne un producteur habillé comme Blofeld, donnant des ordres par interphone et constamment accompagné d'un animal (lapin, porcelet...).
- La nouvelle campagne publicitaire de la MAAF lancée en décembre 2017 met en scène un personnage nommé "Numéro 1" qui envoie ses sbires retenir les clients de la MAAF. Ce personnage semble être inspiré de Blofeld et les fans de James Bond peuvent également remarquer de nombreuses références à la série de films dans ces nouvelles publicités.
- Les Guignols de l'info ont parodié plusieurs fois le SPECTRE avec notamment comme membres Johnny Hallyday, Étienne Mougeotte, Patrick Le Lay, Jean-Pierre Raffarin, Michel Drucker, Bernadette Chirac et Ernest-Antoine Seillière comme parodie de Blofeld. L'épouse de Jacques Chirac, réduit à un rang extrêmement subalterne, en est la numéro deux, puis la numéro trois lorsque Nicolas Sarkozy, vu en train de caresser les cheveux de son épouse d'alors comme Blofeld caresse son chat, devient le numéro deux. Dans tous ces sketches, l'organisation a pris le nom du SPECTRE.
- La mini-série Police Squad! rend hommage à la version d'Anthony Dawson dans l'épisode 5 de la série "Terreur dans le quartier (Rendezvous at Big Gulch - Terror in the Neighborhood)" en faisant apparaître le caïd Dutch Genderson (interprété par Al Ruscio) comme une parodie claire du personnage de Blofeld. Il est présenté assis sur une chaise en train de caresser un chat angora blanc, et son visage est coupé par du cadre. A la fin de la scène, il se penche dans le plan de la caméra en lançant : "Quand j'en aurai fini avec lui, il sera mort !" transformant le choix de cadrage en gag, puisque jusqu'à On ne vit que deux fois, le visage de Blofeld n'est jamais vu dans les films.